# Ligue Guadeloupéenne de Football
Die Ligue Guadeloupéenne de Football (LGF) ist der Fußballverband von Guadeloupe. Der Verband ist als Regionalverband dem französischen Fußballverband angeschlossen. Er ist kein Mitglied des Weltfußballverbandes FIFA und nimmt daher auch nicht an Qualifikationsspielen zu Fußballweltmeisterschaften teil.
Seit 1964 ist Guadeloupe Mitglied des Kontinentalverbandes CONCACAF und darf als solches an deren Turnieren teilnehmen. Guadeloupe war lange Zeit assoziiertes Mitglied der CONCACAF, seit April 2013 ist man vollwertiges Mitglied.